# Этре (Эн)
Этре́ (фр. Étrez) — коммуна во Франции, находится в регионе Рона — Альпы. Департамент — Эн. Входит в состав кантона Монревель-ан-Брес. Округ коммуны — Бурк-ан-Брес.
Код INSEE коммуны — 01154.

## География
Коммуна расположена приблизительно в 360 км к юго-востоку от Парижа, в 70 км северо-восточнее Лиона, в 15 км к северу от Бурк-ан-Бреса.

## Климат
Климат полуконтинентальный с холодной зимой и тёплым летом. Дожди бывают нечасто, в основном летом.

## Население
Население коммуны на 2010 год составляло 803 человека.
| 1962 | 1968 | 1975 | 1982 | 1990 | 1999 | 2010 |
| ---- | ---- | ---- | ---- | ---- | ---- | ---- |
| 429  | 398  | 398  | 505  | 510  | 642  | 803  |

## Администрация
| Период | Период | Фамилия                 | Партия | Примечания |
| ------ | ------ | ----------------------- | ------ | ---------- |
| 1995   | 2001   | Мишель Бернар           |        |            |
| 2001   | 2014   | Жан-Луи Пельтье         |        |            |
| 2014   | 2020   | Виржини Гриньола-Бернар |        |            |

## Экономика
В 2010 году среди 501 человека трудоспособного возраста (15-64 лет) 388 были экономически активными, 113 — неактивными (показатель активности — 77,4 %, в 1999 году было 75,8 %). Из 388 активных жителей работали 379 человек (206 мужчин и 173 женщины), безработных было 9 (5 мужчин и 4 женщины). Среди 113 неактивных 43 человека были учениками или студентами, 37 — пенсионерами, 33 были неактивными по другим причинам.